# Сфагнум волосолистный
Сфа́гнум волосоли́стный (лат. Sphágnum capillifólium) — мох; вид рода Сфагнум семейства Сфагновые.

## Морфология
Многолетнее растение зеленовато-белого цвета. Стебли в основном красного цвета, иногда желтоватого или зеленоватого.
Листья растения выгнуты, а на верхушке стебля — округлой или овальной формы.

## Экология
Мох растёт на торфяных болотах и на сырых лугах.

## Распространение
Растение распространено в Америке и в восточной части Украины на степях и лугах.

## Состав

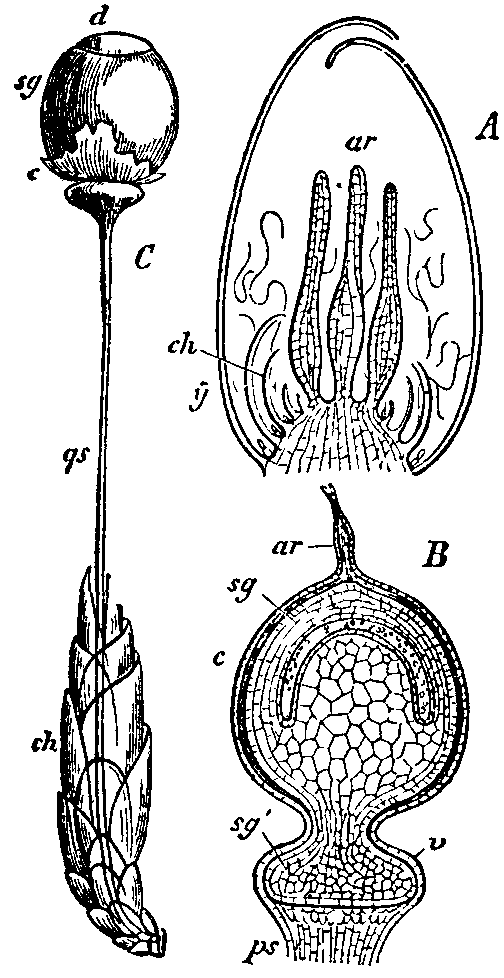
Иллюстрация из Encyclopædia Britannica 1911 года

В мохе содержится сфагнол, целлюлоза и белковые вещества.

## Использование
Во время войн растение применяли как перевязочный материал вместо ваты, действует как антисептик из-за содержания сфагнола.
Используют как топливо.

## Охранный статус
Популяция сфагнума волосолистного сокращается из-за осушения болот.
Входит в перечень редких растений Донецкой области.